# Who Made Who (песня)
«Who Made Who» (в переводе с англ. — «Кто кого сотворил») — песня австралийской хард-рок-группы AC/DC из альбома-саундтрека Who Made Who. 12 мая 1986 года вышла в качестве сингла. Единственная неинструментальная ранее неизданная композиция из этого альбома. Неоднократно исполнялась группой во время Who Made Who World Tour, Blow Up Your Video World Tour и Razors Edge World Tour. В последний раз вживую AC/DC исполнили эту песню во время открытия Ballbreaker World Tour 12 января 1996 года в Гринсборо. Концертная версия была выпущена в альбоме AC/DC Live 1992 года.

## Сингл
В мае 1986 года сингл вышел на 7-дюймовой грампластинке в Германии, Великобритании, США, Японии, Австралии и Канаде. На стороне «Б» располагалась концертная версия песни Guns For Hire, записанная в Детройте в 1983 году. Расширенная версия песни находится в бокс-сете Backtracks.

## Музыкальное видео
Клип к песне снят британским режиссёром Дэвидом Мэллетом. По сюжету учёные с использованием вымышленных технологий клонируют гитариста группы Ангуса Янга. Многочисленные клоны несут красные картонные гитары, похожие на Gibson SG Ангуса, вместе с хором поют титульную фразу песни.

## Список композиций
1. «Who Made Who» — 3:25
2. «Guns For Hire» (Live) — 5:24

### 12" Maxi Atlantic A9425T (UK)
1. «Who Made Who» (Special Collectors Mix) — 4:48
2. «Guns For Hire» (Live) — 5:23

## Позиции в чартах
| Чарт (1986)                         | Позиция |
| ----------------------------------- | ------- |
| Австралия (Kent Music Report)       | 9       |
| Европа (European Hot 100 Singles)   | 62      |
| Финляндия (Suomen virallinen lista) | 1       |
| Ирландия (IRMA)                     | 9       |
| Новая Зеландия (Recorded Music NZ)  | 35      |
| Норвегия (VG-lista)                 | 7       |
| Великобритания (OCC UK Singles)     | 16      |
| США (Billboard Mainstream Rock)     | 23      |

| Чарт (1986)                   | Позиция |
| ----------------------------- | ------- |
| Австралия (Kent Music Report) | 36      |

## Сертификация
| Регион                                                                      | Сертификация  | Продажи |
| --------------------------------------------------------------------------- | ------------- | ------- |
| Канада (Music Canada)                                                       | 2× Платиновый | 160 000 |
| Новая Зеландия (RMNZ)                                                       | Золотой       | 15 000  |
| Данные о продажах + прослушиваниях приведены только на основе сертификации. |               |         |

## Участники записи
- Брайан Джонсон — вокал
- Ангус Янг — соло-гитара
- Малькольм Янг — ритм-гитара
- Клифф Уильямс — бас-гитара
- Саймон Райт — ударные